# Натан Розен
Натан Розен (22 март 1909 – 18 декември 1995) е американски физик–теоретик от еврейски произход, известен с изследванията си върху строежа на атома на водорода, работата си с Алберт Айнщайн и Борис Подолски върху вълновите функции на квантовото заплитане и Парадокса на Айнщайн-Подолски-Розен. Той предлага идеята, известна като Мост на Айнщайн-Розен, за представянето на елементарните частици като въртящи се цилиндрични мостове, свързващи две 4Д области Пространство-време през пето измерение, преработена по-късно от Джон Уилър в теория за Червеевите дупки.

## Начални години
Натан Розен е роден в еврейско семейство в Бруклин, Ню Йорк. Той учи в Масачузетския технологичен институт по време на Голямата депресия, където получава бакалавърска степен по електромеханично инженерство, а по-късно магистърска и докторска степен по физика. Като студент публикува няколко статии, една от които е „Неутронът“, в която се опитва да изясни строежът на атомното ядро една година преди експерименталното откритие на неутрона от Джеймс Чадуик. Той се заинтересува и от вълновите функции, а по-късно и от гравитацията, когато работи в Мичиганския и Принстънски университети.

## Развитие на физиката в този период
В началото на 20 век науката се развива бързо и вътрешният строеж на атома тъкмо започва да се разкрива. През 1990 г. Макс Планк предлага идеята, че енергията се разпространява на дискретни порции, наречени кванти, с което поставя основите на квантовата механика. През 1905 г. Алберт Айнщайн публикува Специалната теория на относителността, която ще стане инструмент за напредъка във физиката и разбирането за вселената. Около 1927 г. Нилс Бор и Вернер Хайзенберг, в сътрудничество с много други физици, разработват копенхагенската интерпретация на квантовата теория. Тези открития за структурата и взаимодействията в атома дават началото на революцията във физиката, част от която ще стане Натан Розен.

## Работа с Айнщайн
През 1932 г., защитил докторантура в Масачузетския технологичен институт, той отива в Института за авангардни изследвания в Принстън. През 1934 г. става асистент на Алберт Айнщайн и остава на тази позиция до 1936 г. През юли 1935 г. Айнщайн и Розен публикуват статията „Проблемът с елементарните частици в Общата теория на относителността“((на английски: „The Particle Problem in the General Theory of Relativity“)  върху представянето на елементарните частици като въртящи се микромостове, свързващи два 4-Д пространствени листа през 5-о измерение, използвайки само идеите на Общата теория на относителността (OTO) и Уравненията на Максуел. По-рано, работейки с Айнщайн, Розен посочва странностите в изследванията на Айнщайн върху вълновите функции включващи квантово заплитане, и заедно с Борис Подолски подготвят и публикуват статия през май 1935 г. озаглавена „Може ли да се счита за пълно квантово-механичното описание на физическата реалност?“(на английски: „Can quantum-mechanical description of physical reality be considered complete?“ която става основа на публикацията им от юли 1935 г. за Парадокса на Айнщайн-Подолски-Розен. Айнщаин помага на Розен да продължи кариерата си, като написва писмо-препоръка до Молотов в СССР, в резултат на което Розен е поканен да работи като гост-професор в Киевския университет от 1936 до 1938 г. По същото време – през 1937 г. – Айнщайн и Розен публикуват статията „За гравитационните вълни“  в която доразвиват идеята за свързване с въртящи се цилиндри (Мостове на Айнштайн—Розен) на области от пространство/времето. През 1938 г. Розен се връща в САЩ и продължава работа в Масачузетския технологичен институт. През 1940 г. той се мести на длъжността асистент/професор в университета в Северна Каролина, а от 1941 до 1951 работи там като професор. През 1952 става професор в Университета Technion в Хайфа, Израел и остава да се занимава там с научна работа до смъртта си през 1995 г. на 86 г.
След като напуска Принстън, Розен продължава да работи по теорията на относителността, като публикува статията „General Relativity and Flat Space“ през 1940 г. и „Energy and momentum of cylindrical gravitational waves“ през 1958 г., развивайки идеята си за сгънатия пространствено-временен континуум (на английски: folded space time).
Между 1969 и 1989 г. Розен работи върху алтернативна теория на гравитацията и публикува редица статии за биметричната гравитация, опитвайки се да подобри Общата теория на относителността като премахне сингуларностите, добавяйки към Римановия тензор и един Евклидов тензор заради нелокалността. Теорията се оказва погрешна, т.к. през 1992 г. са открити пулсарите, неотговарящи на предсказанията на теорията.

## Късни години
След преместването си за постоянно в Израел Натан Розен активно се занимава с развитието на висшето образование там. През 1953 г. постъпва на работа в Университета Technion в Хайфа, Израел. В Техион има курс на негово име. През 70-те години става президент на Университета Бен Гурион в Негев, пътувайки между двата града и дома си в Хайфа. Освен това Натан Розен помага в създаването на Израелската академия на науките, Дружество на физиците в Израел (избран за президент от 1955 до 57 год), и International Society on General Relativity and Gravitation (президент от 1974 до 77 г.).

## Научен принос
Приносът на Розен за развитието на модерната физика е голям. Едно от най-важните му открития е математическото формулиране на уравнението описващо структурата на молекулата на водорода, намираща се в просто квантово състояние. Розен използва вълнови функции, наречени от него заплетени („entangled“), за тази цел.
Той прави и теоретичен анализ на неутрона като комбинация от протон и електрон в своя статия за Physical Review през 1931 г.
През 1935 г., работейки заедно с Айнщайн върху опитите му да разработи обща теория, обединяваща макро- и микросвета, се опитват да разработят нов модел за представяне на елементарните частици. Те публикуват няколко статии на тази тема. Работата им е повлияна от теорията на Калуца-Клайн от 1921 г., която се опитва да обедини ОТО и теорията на електромагнетизма, като добавя пето измерение във формулите на ОТО и показвайки, че по този начин от тях могат да се изведат уравненията на Максуел.
Решението, предложено от тях, е наречено Мост на Айнщайн-Розен (ER), и представлява къса цилиндрична връзка (микромост) свързващ две успоредни 4Д области през пето измерение. По-късно те доразвиват теорията въз основа на предположението, че пространство-времето има не само кривина, но и усукване, въвеждайки ротационно движение на тази връзка (т.е. представяйки елементарната частица като въртящ се цилиндър (вихър) между „двете“ стени на 4Д обект със свойствата на Бутилка на Клайн). През 2013 г. Малдасена и Саскинд в своя работа показват връзката между теориите на Айнщайн-Розен и ефекта на квантовата свързаност (ER=EPR)
През 1962 г. Джон Уилър се опитва да разработи теория за подобна свързаност (мост) в рамките на стандартния модел, наричайки го Червейна дупка. Заедно с Робърт Фулър те показват, че този тип обекти е нестабилен. Терминът Черна дупка е въведен отново от Джон Уилър в края на 60-те, като тази теория също няма нищо общо с идеята на Айнщайн-Розен, отнасяйки се за друг клас обекти.